# Patrick Joswig

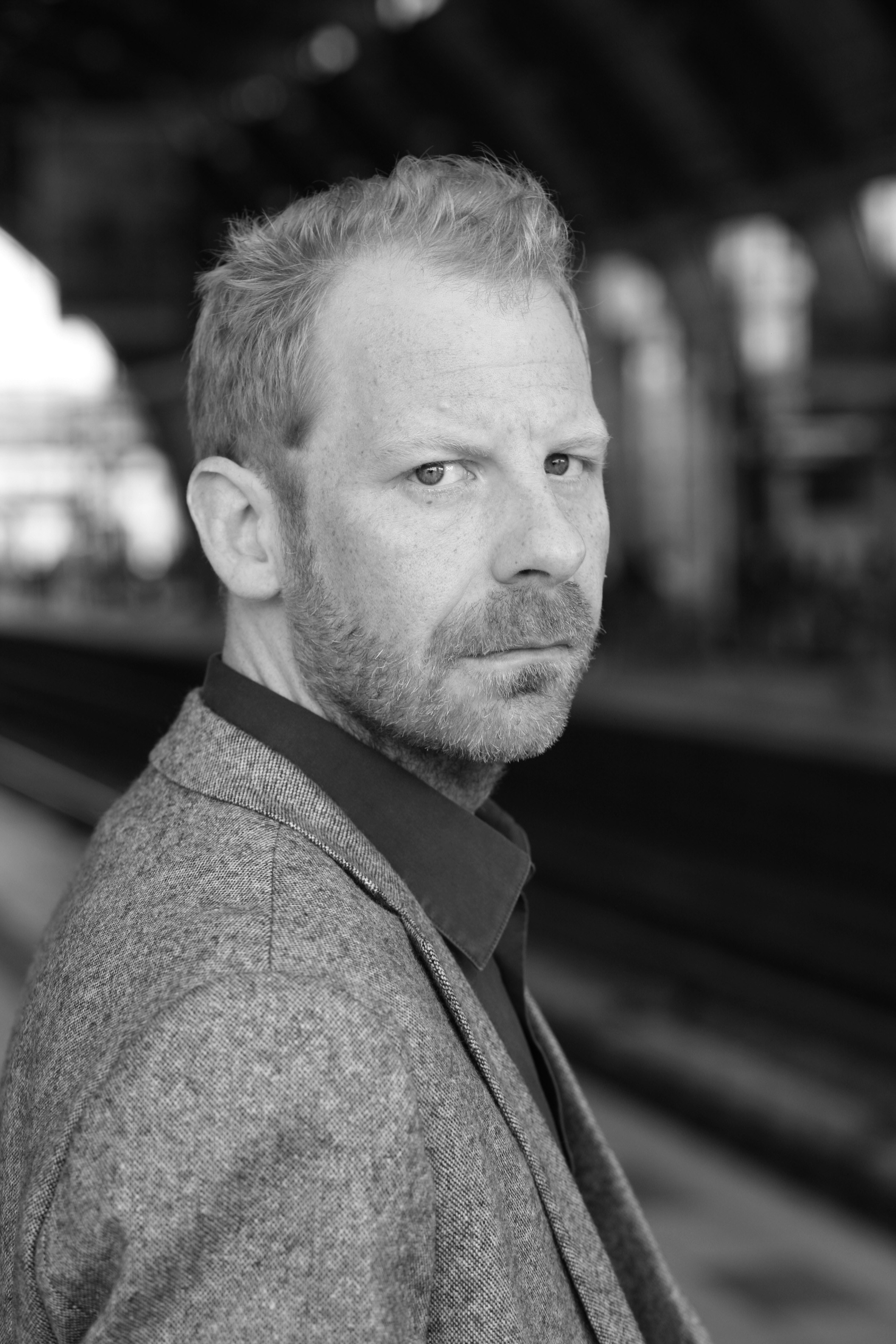
Patrick Joswig (2015)

Patrick Joswig (* 12. August 1975 in Bochum) ist ein deutscher Schauspieler.

## Leben
Patrick Joswig verließ nach der 12. Klasse das Märkische Gymnasium im Bochumer Stadtteil Wattenscheid, um Schauspieler zu werden. Seine Eltern sind Werner Erich Joswig und Brigitte Maria Joswig (geborene König). Er absolvierte von 1995 bis 1999 ein Schauspielstudium an der Westfälischen Schauspielschule. Erste Fernseh-Auftritte erfolgten noch während der Ausbildung, ebenso der Auftritt im Kino-Spielfilm 23 – Nichts ist so wie es scheint.
Patrick Joswig trat in zahlreichen Kino- und Fernsehproduktionen auf, unter anderem im Jahre 2014 in Die Auserwählten, einem Film über die Odenwaldschule.
Im Theater war er neben dem Schauspielhaus Bochum auch in Essen zu sehen.
Mit Bastian Schlange veröffentlicht er unter dem Namen Die Wattenscheider Schule seit 2009 Undercover-Reportagen, mit denen er in Lesungen in ganz Deutschland auftrat.
Am 6. März 2020 fand seine erste Fotoausstellung im Neuland-Projektraum in Bochum unter dem Titel archive.jos statt. Die Ausstellung musste wegen des 1. Lockdowns aufgrund der COVID-19-Pandemie in Deutschland abgebrochen werden.
Joswig ist Mitglied in der Deutschen Filmakademie und lebt in Berlin-Friedenau.

## Theater
- Schauspielhaus Bochum: Glückliche Tage & Glückliche Texte, Regie: Dimiter Gotscheff

## Filmografie und sonstiges Werk

### Kino
- 1998: 23 – Nichts ist so wie es scheint (Regie: Hans-Christian Schmid)
- 1999: Waschen, Schneiden, Legen (Regie: Adolf Winkelmann)
- 2000: Lebewohl (Regie: Marco Fuchs)
- 2000: Girl (Regie: Piers Ashworth)
- 2000: Swetlana (Regie: Tamara Staudt)
- 2000: Nick Knatterton (Regie: Niki List, Marcus O. Rosenmüller)
- 2001: Das weisse Rauschen (Regie: Hans Weingartner)
- 2002: Superwelly (Regie: Ole Landsjöaasen)
- 2004: Zeit der Wünsche (Regie: Rolf Schübel)
- 2010: Tage, die bleiben (Regie: Pia Strietmann)
- 2013: Quellen des Lebens (Regie: Oskar Roehler)
- 2016: Junges Licht (Regie: Adolf Winkelmann)
- 2016: Das Tagebuch der Anne Frank (Regie: Hans Steinbichler)
- 2021: Dewjatajew (Regie: Timur Nuruachitowitsch Bekmambetow)
- 2024: Köln 75 (Regie: Ido Fluk)

### Fernsehen (Auswahl)
- 1995: Verbotene Liebe
- 1996: Vater wider Willen (Regie: Peter F. Bringmann)
- 1996: Unser Mann – Der rote Tod (Regie: Rainer Bär)
- 1997: Die Babysitterin – Schreie aus dem Kinderzimmer (Regie: Michael Keusch)
- 1997: Der Schnapper – Blumen für den Mörder (Regie: Vadim Glowna)
- 1997: SK Babies
- 1998: SK Kölsch – Krieg dem Kölsch
- 1999: Höllische Nachbarn – Nur Frauen sind schlimmer (Regie: Martin Gies)
- 2000: St. Angela
- 2000: Balko
- 2000: Die Motorradcops
- 2000: Die heimlichen Blicke des Mörders (Regie: Michael Keusch)
- 2000: Bronski & Bernstein
- 2001: Tatort – Mördergrube (Regie: Christiane Balthasar)
- 2002: Krista (Regie: Ulli Baumann)
- 2003: Die Wache – Späte Erkenntnis
- 2003: Alarm für Cobra 11
- 2004: Im Namen des Gesetzes
- 2004: Der kleine Mönch
- 2007: Am Arsch der Welt (Regie: Ulli Baumann)
- 2008: Alles was zählt
- 2009: Lindenstraße
- 2010: Stubbe – Von Fall zu Fall: Verräter (Regie: Peter Kahane)
- 2010: Neue Vahr Süd (Regie: Hermine Huntgeburth)
- 2011: Aschenputtel (Regie: Uwe Janson)
- 2012: Kommissarin Lucas – Bombenstimmung (Regie: Tim Trageser)
- 2012: Pastewka – Der Parkausweis
- 2012: Tatort – Ihr Kinderlein kommet (Regie: Thomas Jauch)
- 2013: Tatort – Scheinwelten (Regie: Andreas Herzog)
- 2013: Wilsberg: Hengstparade (Regie: Michael Schneider)
- 2014: Die Auserwählten (Regie: Christoph Röhl)
- 2014: Danni Lowinski (Fernsehserie) – Am Arsch
- 2015: Heldt – Summ mir das Lied vom Tod (Regie: Hartwig van der Neut)
- 2016: Einstein (Regie: Thomas Jahn)
- 2017: Friesland – Krabbenkrieg (Regie: Markus Sehr)
- 2017: Mata Hari – Tanz mit dem Tod
- 2018: SOKO Wismar – Einsam (Regie: Dirk Pientka)
- 2018, 2022: SOKO Stuttgart – Seitenwechsel, Das Pfandhaus (Regie: Christoph Eichhorn)
- 2019: Großstadtrevier – Der Falke (Regie: Tom Zenker)
- 2019: Professor T. – Mörder (Regie: Thomas Jahn)
- 2019: Check Check – Das Simmering-Syndrom (Regie: Ole Zapatka)
- 2020: Inga Lindström – Liebe verjährt nicht (Regie: Oliver Dieckmann)
- 2020: Falk – Der letzte Dandy (Regie: Peter Stauch)
- 2021: Das Versprechen (Regie: Till Endemann)
- 2021: Extraklasse 2+ (Fernsehfilm) (Regie: Matthias Tiefenbacher)
- 2022: WaPo Duisburg (Pilotfolge) (Regie: Matthias Koßmehl)
- 2022: Strafe – Ein hellblauer Tag (Fernsehreihe)
- 2023: Unsere wunderbaren Jahre (Fernsehserie, 6 Folgen)
- 2023: Ostfriesenmoor
- 2023: Der Usedom-Krimi – Schlepper (Fernsehreihe)
- 2024: Sexuell verfügbar (Miniserie, 5 Folgen)
- 2025: Ein starkes Team: Fast perfekte Morde (Fernsehreihe)

### Audio-Produktionen
- 1997: Incubation: Time is Running Out (Game) (Blue Byte GmbH)
- 2012: The Day It Rained Forever (Game) (Gesamtkunstwerk GmbH)
- 2013: Heroin - ein Hörspiel (WDR), ausführender Autor (nach der Idee von Sebastian Büttner) und Regie: Leonhard Koppelmann
- 2016: Der Putsch – Ein Hörspiel aus Bottrop (WDR), Regie: Oliver Salkic
- 2017: Unforseen Incidents (Game) (Application Systems)
- 2018: Der Putsch. Teil Zwo (WDR), Regie: Matthias Kapohl
- 2020: Der Putsch. Teil Drei: Kanzlerdämmerung (WDR), Regie: Matthias Kapohl
- 2021: Katsche, Kopp und Ko (WDR), Regie: Matthias Kapohl